# Treignac
Treignac (okcitansko Trainhac) je naselje in občina v južnem francoskem departmaju Corrèze regije Limousin. Leta 2007 je naselje imelo 1.384 prebivalcev.

## Geografija
Kraj leži v pokrajini Limousin nad sotesko reke Vézère znotraj naravnega regijskega parka Millevaches, 37 km severno od Tulleja.

## Uprava
Treignac je sedež istoimenskega kantona, v katerega so poleg njegove vključene še občine Affieux, Chamberet, L'Église-aux-Bois, Lacelle, Le Lonzac, Madranges, Peyrissac, Rilhac-Treignac, Saint-Hilaire-les-Courbes, Soudaine-Lavinadière in Veix s 4.896 prebivalci.
Kanton Treignac je sestavni del okrožja Tulle.

## Zanimivosti
- Treignac se s svojim zgodovinskim jedrom ponaša z nazivom ene najlepših vasi v Franciji.
- prvotno romanska cerkev Notre-Dame-des-Bans iz 13. stoletja, prenovljena leta 1471 n na začetku 17. stoletja,
- srednjeveška mestna vrata La Porte Chabirande iz 13. stoletja,
- stari most nad reko Vézère iz 13. stoletja,
- etnografski muzej Musée des Arts et traditions populaires de la Haute et Moyenne Vézère,
- tržnica iz 13. stoletja, obnovljena v 15. stoletju,
- kapela Notre-Dame-de-la-Paix iz leta 1626

## Pobratena mesta
- Neuendettelsau (Bavarska, Nemčija);